# Макомб (Оклахома)
Макомб (англ. Macomb) — місто (англ. town) в США, в окрузі Поттаватомі штату Оклахома. Населення — 22 особи (2020).

## Географія
Макомб розташований за координатами 35°8′52″ пн. ш. 97°0′31″ зх. д. / 35.14778° пн. ш. 97.00861° зх. д. (35.147896, -97.008658).  За даними Бюро перепису населення США в 2010 році місто мало площу 0,23 км², уся площа — суходіл.

## Демографія
Згідно з переписом 2010 року, у місті мешкали 32 особи в 9 домогосподарствах у складі 7 родин. Густота населення становила 140 осіб/км².  Було 18 помешкань (79/км²).
Расовий склад населення:
| - 96,9 % — білих - 3,1 % — корінних американців |

До двох чи більше рас належало 0,0 %. Частка іспаномовних становила 6,3 % від усіх жителів.
За віковим діапазоном населення розподілялося таким чином: 18,7 % — особи молодші 18 років, 78,2 % — особи у віці 18—64 років, 3,1 % — особи у віці 65 років та старші. Медіана віку мешканця становила 42,0 року. На 100 осіб жіночої статі у місті припадало 77,8 чоловіків;  на 100 жінок у віці від 18 років та старших — 85,7 чоловіків також старших 18 років.
За межею бідності перебувало 23,3 % осіб, у тому числі 40,0 % дітей у віці до 18 років та 0,0 % осіб у віці 65 років та старших.
Цивільне працевлаштоване населення становило 9 осіб. Основні галузі зайнятості: освіта, охорона здоров'я та соціальна допомога — 44,4 %, публічна адміністрація — 33,3 %, фінанси, страхування та нерухомість — 11,1 %, мистецтво, розваги та відпочинок — 11,1 %.